# Lucie Ribbe
Lucie Ribbe geborene Heinrich (* 13. August 1898 in Berlin als Lucie Sophie Amalie Agnes Heinrich; † 18. Juli 1993 in Eutin) war eine deutsche Aquarellmalerin, Grafikerin und Keramikerin.

## Leben

### Familie
Lucie Heinrich heiratete 1922 den Steuersekretär Werner Ribbe; aus der Ehe gingen drei Töchter hervor. 1940 war sie im Berliner Adreßbuch in der Berliner Straße 125 in Berlin-Wilmersdorf verzeichnet. 1969 erwarb sie eine alte Fischerkate in Sagau bei Kasseedorf in Ostholstein.

### Werdegang
Von 1918 bis 1919 studierte Lucie Ribbe an der Staatlichen Kunstschule zu Berlin sowie von 1945 bis 1946 erneut an der Hochschule der Bildenden Künste in Berlin unter anderem bei Karl Hofer sowie Grafik bei Gerda Rotermund. Bis zu ihrem Tod arbeitete sie sowohl in Berlin als auch ab 1969 in Sagau.

## Ausstellungen
Lucie Ribbe stellte ihre Werke 1956 auf der Ausstellung des Vereins der Berliner Künstlerinnen und beteiligte sich an den Ausstellungen des Wilmersdorfer Malkreises und der Neuen Gruppe. Einzelausstellungen fanden im Wilmersdorfer Rathaus sowie in der Kreissparkasse Eutin statt.

## Mitgliedschaften
Lucie Ribbe war von 1955 bis 1962 Mitglied des Vereins der Berlin Künstlerinnen. Nach ihrem Umzug nach Sagau schloss sie sich dem Künstlerkreis Ostholstein an.